# Sutlej
Le Sutlej (en sanskrit सुटुद्रि ou Sutudri, en panjâbî ਸਤਲੁਜ, en ourdou ستلج ou Satluj) est la plus longue des cinq rivières qui traversent l’État indien du Pendjab au nord de l'Inde (Beâs, Chenab, Jhelum, Ravi et Sutlej) et l'une des principales rivières du Pendjab. C'est un affluent de l'Indus.

## Géographie

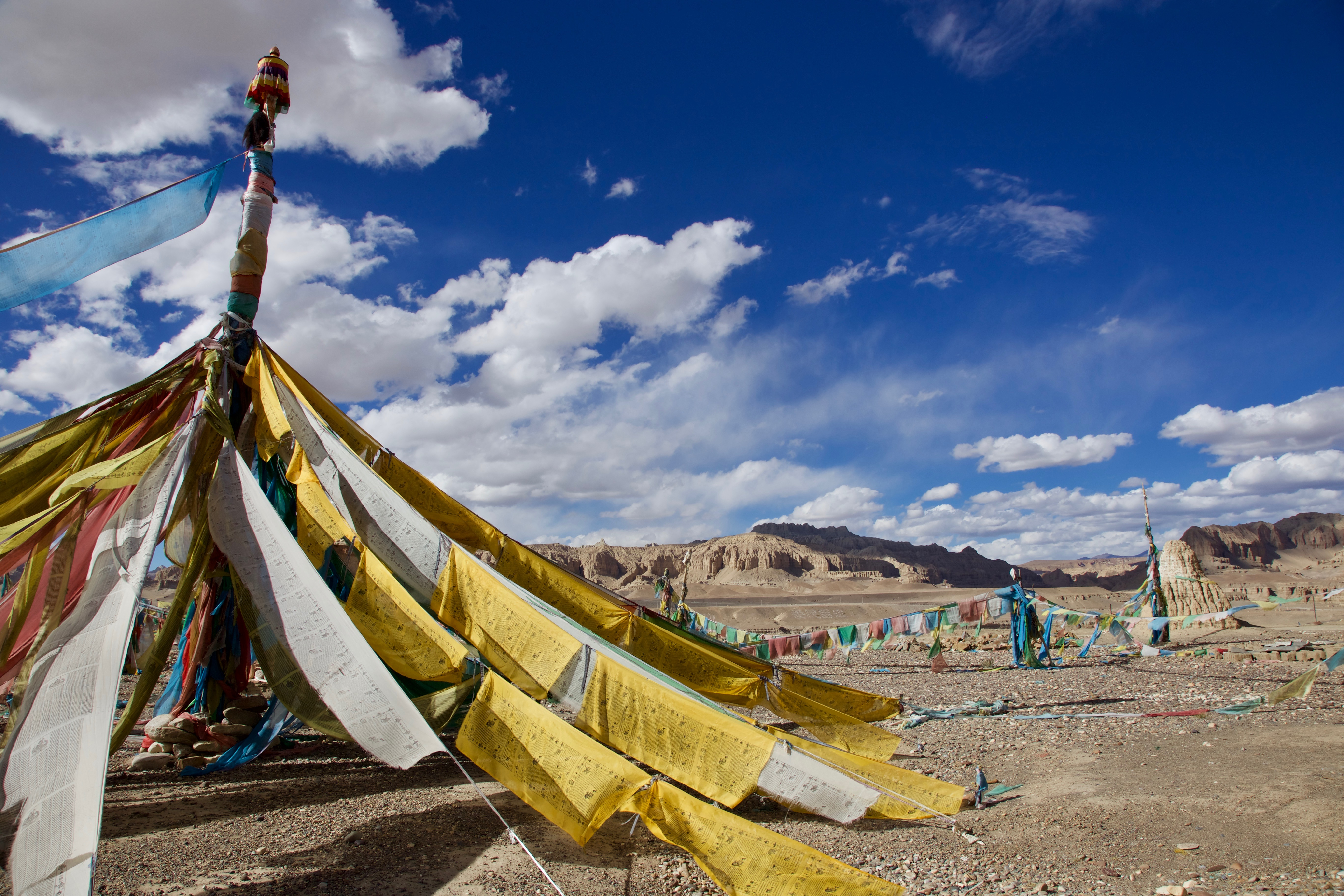
Drapeaux de prières au-dessus du canyon de Langchen Tsangpo.

Sa source se situe près du mont Kailash dans la région autonome du Tibet en Chine, où la rivière s'appelle en tibétain : གླང་ཆེན་གཙང་པོ, Wylie : glang chen gtsang po, THL : Langchen Tsangpo et il finit sa course dans le Pendjab, au Pakistan. En Inde, il reçoit la rivière Beâs, puis continue sa course vers le Pakistan, où il reçoit les eaux du Chenab ; il devient alors le Panjnad, qui se jette dans l'Indus à Mithankot.

## Étymologie
La rivière était appelée  Shatadru ou Sutudri par les Indiens à l'époque védique, Zaradros ou Hesidros ou Hysudrus par les Grecs et Sydrus par les Romains. Il est aussi appelé actuellement Satlej ou Langchen Khabab.

## Histoire
Il y a des preuves certaines qu'avant 1700 av. J.-C. la rivière était un affluent du fleuve Sarasvati et non de l'Indus. On pense que le déplacement des plaques tectoniques a créé un relief qui a dévié depuis le cours du Sutlej, appelé  Shatadru dans les Vedas, du sud-est au sud-ouest; la rivière Sarasvati, a alors commencé à s'assécher, entraînant la désertification du Cholistan et du Sind ainsi que l'abandon de nombreuses installations humaines souvent anciennes situées sur ses rives.
Le long de la rivière s'est développée autrefois la civilisation Zhang Zhung. Les ruines de la capitale Khyunglung Ngülkhar — le palais d'argent de la vallée de Garuda — se trouvent sur le cours supérieur de la rivière dans le district actuel de Kinnaur de l'État de Himachal Pradesh en Inde.

## Aménagements
Les eaux de la rivière Sutlej sont allouées à l'Inde selon le Traité des eaux de l'Indus signé entre l'Inde et le Pakistan. Aujourd'hui la majorité des eaux sont détournées dans des canaux d'irrigation et utilisées par l'Inde. Le barrage Bhakra-Nangal est un gigantesque ouvrage répondant à de multiples finalités. 
Un canal est en cours de construction entre le Sutlej et la rivière Yamuna. Ce canal est désigné par l'acronyme SLY (lien Sutlej-Yamuna).